# ASK Arena
El ASK Arena anteriormente llamado Inter Arena y Estadio Shafa, es un estadio de fútbol situado en Bakú, la capital de Azerbaiyán y propiedad del club de fútbol local Shamakhi FK (Keshla FK). El estadio tiene una capacidad aproximada de 8125 espectadores sentados y está rodeado de varios campos de entrenamiento y oficinas.

## Historia
El estadio Shafa fue construido por la AFFA en 2001. El primer partido disputado en el estadio fue un Shafa Bakú frente a Olimpija Ljubljana correspondiente a la fase de clasificación para la Copa de la UEFA 2001-02, que terminó con un resultado de 0-4. El primer gol anotado en el estadio fue de Dušan Kosič.
El estadio fue una de las sedes de la fase de grupos de la Copa Mundial Femenina Sub-17 de la FIFA 2012 en el que se jugó un partido del Grupo A.